# A.C. Milan w sezonie 2003/2004

Klubowe barwy Milanu

Osiągnięcia i skład piłkarskiego zespołu A.C. Milan w sezonie 2003/04.

## Osiągnięcia
- Serie A: 1. miejsce
- Puchar Włoch: odpadnięcie w 1/2 finału
- Superpuchar Włoch: zwycięstwo
- Liga Mistrzów: odpadnięcie w 1/4 finału
- Superpuchar Europy: zwycięstwo
- Puchar Interkontynentalny: porażka

## Skład zespołu
Bramkarze:
| 1.  | Włochy   | Valerio Fiori                |
| 12. | Brazylia | Nelson de Jesus Silva (Dida) |
| 77. | Włochy   | Christian Abbiati            |

Obrońcy:
| 2.  | Brazylia  | Marcos Evangelista de Moraes (Cafu) |
| 3.  | Włochy    | Paolo Maldini (kapitan)             |
| 4.  | Gruzja    | Kacha Kaladze                       |
| 13. | Włochy    | Alessandro Nesta                    |
| 14. | Chorwacja | Dario Šimić                         |
| 19. | Włochy    | Alessandro Costacurta               |
| 24. | Dania     | Martin Laursen                      |
| 26. | Włochy    | Giuseppe Pancaro                    |

Pomocnicy:
| 5.  | Argentyna  | Fernando Redondo                        |
| 8.  | Włochy     | Gennaro Ivan Gattuso                    |
| 10. | Portugalia | Manuel Rui Costa                        |
| 20. | Holandia   | Clarence Seedorf                        |
| 21. | Włochy     | Andrea Pirlo                            |
| 22. | Brazylia   | Ricardo Izecson dos Santos Leite (Kaká) |
| 23. | Włochy     | Massimo Ambrosini                       |
| 27. | Brazylia   | Sérgio Cláudio dos Santos (Serginho)    |
| 32. | Włochy     | Cristian Brocchi                        |
| 86. | Włochy     | Ignazio Abate                           |

Napastnicy:
| 7.  | Ukraina | Andrij Szewczenko |
| 9.  | Włochy  | Filippo Inzaghi   |
| 15. | Dania   | Jon Dahl Tomasson |
| 18. | Włochy  | Marco Borriello   |

## Transfery w sesji zimowej
Przybyli:
- Ignazio Abate (z juniorów Milanu)

Odeszli:
- Rivaldo (koniec kontraktu)